# Red Hand Defenders
Red Hand Defenders (RHD) je sjevernoirska paravojna skupina. Njihov cilj je zadržavanje britanskog zakonskog sustava u Sjevernoj Irskoj. RHD je osnovana poslije potpisivanja sporazuma iz Belfasta 1988., uglavnom od bivših članova Ulster Defence Association (UDA) i Loyalist Volunteer Force (LVF). Skupina se služi nasilnim činovima kako bi ostvarila svoje ciljeve a njihove akcije usmjerene su uglavnom protiv katolika. Europska unija je Red Hand Defenders okarakterizirala kao terorističku skupinu, isto kao i Ulster Defense Association i Loyalist Volunteer Force.

## Vanjske poveznice
- http://www.guardian.co.uk/uk/2002/jan/16/northernireland
- http://www.fas.org/irp/world/para/rhd.htm
- https://web.archive.org/web/20050519072055/http://www.cdi.org/program/document.cfm?documentid=2737&programID=39&from_page=..%2Ffriendlyversion%2Fprintversion.cfm
- http://www.espionageinfo.com/Pr-Re/Red-Hand-Defenders-RHD.html  Arhivirana inačica izvorne stranice od 7. rujna 2008. (Wayback Machine)
- http://www.nationmaster.com/encyclopedia/Red-Hand-Defenders%5Bneaktivna+poveznica%5D
- http://www.start.umd.edu/data/tops/terrorist_organization_profile.asp?id=93%5Bneaktivna+poveznica%5D